# Ионизация (Варез)
«Ионизация» — произведение Эдгара Вареза, сочинённое им в период с 1929 по 1931 год. Считается первой в истории музыкальной пьесой, написанной только для ударных инструментов (Александр Черепнин в 1927 году также сочинил композицию для ударных, но она является частью его Симфонии № 1).
Премьера «Ионизации» состоялась 6 марта 1933 года в Карнеги-холле под управлением Николая Слонимского, которому Варез позже посвятил эту работу. Музыкант Брайан Холдер отозвался о произведении в журнале Tempo: «Данная работа ― это важное доказательство того, что композиции для ударных <…> могут являться отдельной формой концертной музыки, пока относительно неисследованной в наше время».
Партитура пьесы была впервые опубликована в 1957 году издательством Casa Ricordi.

## Музыка

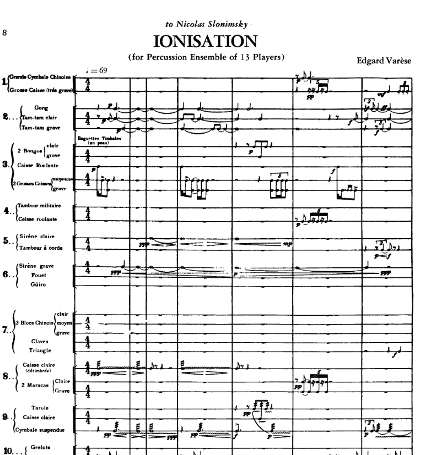
Начало произведения

По словам композитора, при создании «Ионизации» на него повлияло творчество футуристов Луиджи Руссоло и Филиппо Томмазо Маринетти. Варез также признавал, что «его вдохновили не столько композиторы, сколько природные объекты и физические явления».
Структуру и тембровые особенности «Ионизации» подробно проанализировали музыковеды Чжоу Вэнь-чжун, Жан-Шарль Франсуа и Андраш Вильхейм. Последний отметил, что только завершающие 17 тактов произведения написаны по правилам «традиционной тональной системы», где любые пять последовательных аккордов содержат все 12 тонов хроматической гаммы. Брайан Холдер пишет: «Переосмысление высоты звука явилось одним из великих открытий Вареза. Он смог до конца раскрыть возможности ударных, прежде всего, установив звуковые отношения между инструментами с индивидуально неопределённой высотой звука <…> исполнение его музыки ― это великий обряд <…> для тогда ещё свежего и ранее не признанного ансамбля».
Фрэнк Заппа сказал, что «Ионизация» вдохновила его на начало музыкальной карьеры, так как это был первый альбом, который он себе приобрёл.
Пол Розенфельд в журнале Musical Chronicle заявил: «Новое, прекрасное, немного ужасающее произведение Вареза <…> Из-за его чрезмерной резкости, неопределённости и из-за отказа от более яркого человеческого звучания струнных и духовых инструментов в пользу ударных <…> оно наводит на мысль о жизни неодушевлённой Вселенной».
Критик Сидни Финкельштейн так охарактеризовал работу:
«[Ионизация] построена на максимально чувствительной обработке и контрасте различных ударных [инструментов]. Есть инструменты с неопределённой высотой звука, такие как большой барабан, малый барабан, коробочка и тарелки; с относительно определённой высотой звука, например оркестровые колокола; и такие, высота [звука] которых постоянно изменяется, как, например, фрикционный барабан. Это пример композиции, выстраивающей большую сложность ритма и тембра, а затем ослабляющей напряжение замедлением ритма, появлением в партитуре колокольчиков и расширением пауз между звуками. Это ― звучание современной городской жизни».

## Исполнительский состав
Пьеса рассчитана на 13 исполнителей:
1. Чайна, бас-барабан, ковбелл
2. Гонг, 2 тамтама, ковбелл
3. Бонго, теноровый барабан, бас-барабаны (уложенные горизонтально)
4. Малый барабан, теноровый барабан
5. Высокая сирена, фрикционный барабан
6. Низкая сирена, хлопушка, гуиро
7. 3 коробочки, клаве, треугольник
8. Малый барабан, маракасы
9. Тарол (бразильская разновидность барабана), малый барабан, тарелки (крэш и райд)
10. Кимвалы, бубенцы, оркестровые колокола
11. Гуиро, кастаньеты, колокольчики
12. Бубен, 2 наковальни, тамтам
13. Хлопушка, бубенцы, треугольник, фортепиано (в роли ударного инструмента)

Большое количество бразильских народных музыкальных инструментов в составе оркестра можно объяснить тем, что во время пребывания в Париже (с 1929 по 1933 год) Варез много раз появлялся в компании Эйтора Вила-Лобоса.